# 苯乙酸

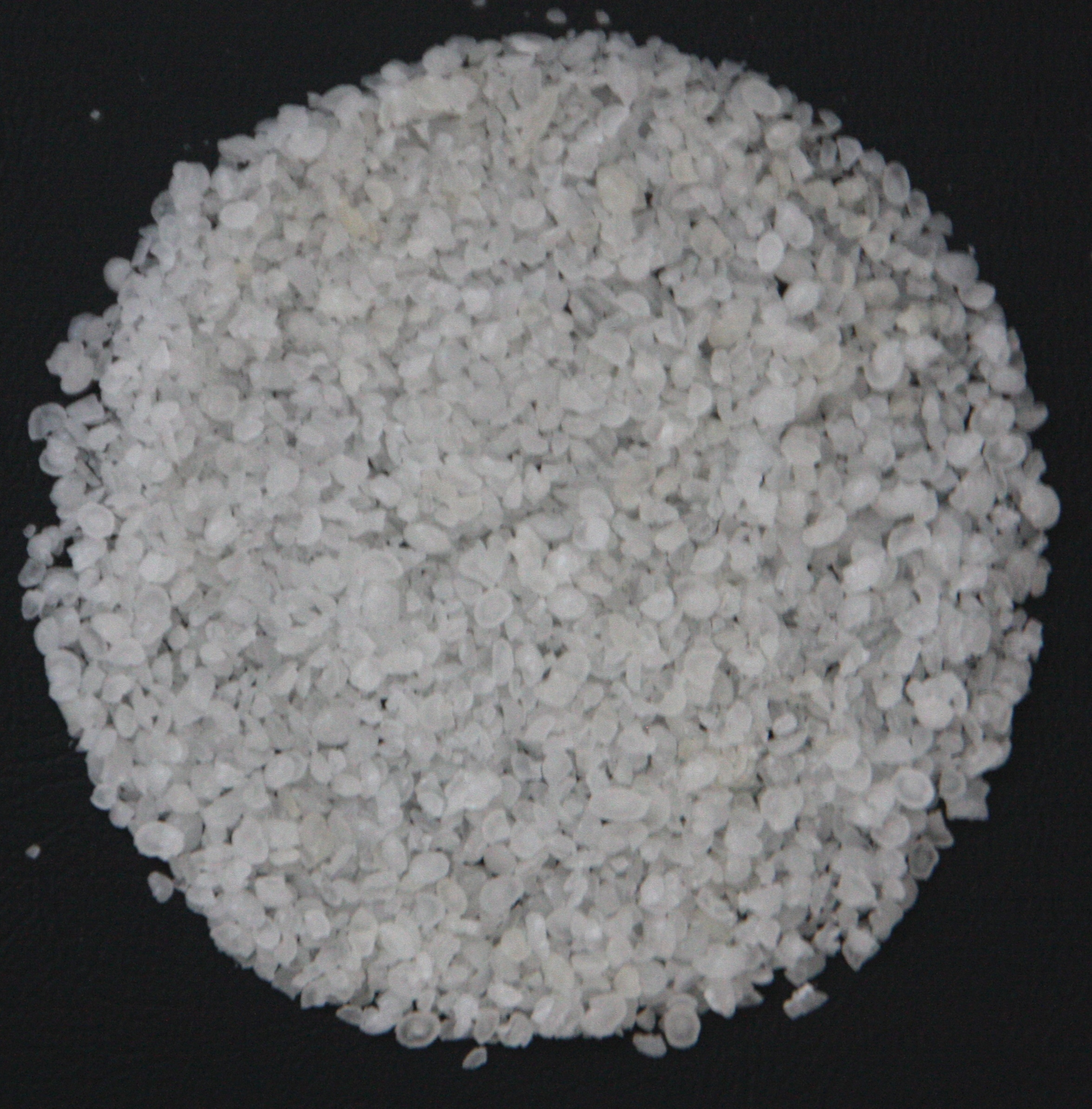
苯乙酸

苯乙酸（英語：PAA, Phenylacetic acid），又名苯醋酸、苄基甲酸，是一種由苄基与羧基相连得到的羧酸，分子式为C
8H
8O
2。示性式为：C₆H₅CH₂COOH，室温下为白色有特殊气味的光泽片状或块状结晶，可溶于乙醇、乙醚。可由苯乙腈水解制备。为避免用于违法生产苯基丙酮，在美国和中国受到管制。
苯乙酸是一种主要存在于水果中的生长素。低浓度的苯乙酸具有类似蜂蜜的气味，也可以作为香水中的添加剂，以及合成青霉素G的原料。
苯乙酸也是苯乙胺在人体代谢中形成的氧化产物。反应过程中，苯乙胺先由单胺氧化酶催化为苯乙醛，再通过醛脱氢酶氧化为苯乙酸。

## 化学性质
苯乙酸可被氧化成苯甲酸，也可被二氧化锰和稀硫酸氧化成苯甲醛、甲酸及二氧化碳。

## 制备
苯乙酸可以由苯乙腈发生水解反应得到：
苯乙酸也亦可在铑作催化剂条件下通过苯甲醇的羰基化合成。

## 应用
苯乙酸是一种生长素，主要存在于水果中，功效不如3-吲哚乙酸强。苯乙酸在低浓度下有甜蜂蜜味，被广泛用于香水、香料中。
苯乙酸亦可用于合成青霉素G和双氯芬酸。它也被用于治疗II型高氨血症，形成苯乙酰辅酶A以减少患者血液中的氨的量，然后与富含氮的谷氨酰胺反应形成苯乙酰谷氨酰胺。
药物卡米罗芬可以通过苯乙酸制得。
苯乙酸发生卤化反应生成苯乙酰氯，再用尿素进行酰胺化，可以得到苯乙烯。